# 002 Operazione Luna
002 Operazione Luna è un film del 1965 diretto da Lucio Fulci con la celebre coppia della Commedia Franco e Ciccio.
Il soggetto è una parodia del cinema di fantascienza, irridendo a dei temi di forte attualità, quale la corsa allo spazio, la competizione tra le Superpotenze e la stessa Guerra Fredda. In questo film, il duo appare in un ruolo duplice, quello noto al pubblico ed uno serio, dove danno una piccola ma importante prova di bravura.

## Trama
Il lancio di due cosmonauti sovietici pare destinato al fallimento in quanto se ne perdono i contatti una volta nello Spazio. Le autorità - il cui insuccesso rappresenta un'onta tesa a minare la credibilità militare sovietica - decidono di mantenere il segreto e prelevare due squinternati ladruncoli siciliani, Cacace e Messina, sosia dei cosmonauti, al fine di lanciarli nello Spazio, facendo credere all'opinione pubblica locale e internazionale della riuscita della missione. L'inatteso ritorno dei veri cosmonauti rimetterà tutto in discussione.

## Critica
Secondo Fantafilm:
Per Paolo Mereghetti il film è "una farsa squinternata senza molto impegno", criticandone "le solite smorfie, le solite battute, i soliti equivoci".